# مؤشر حالة الرصيف

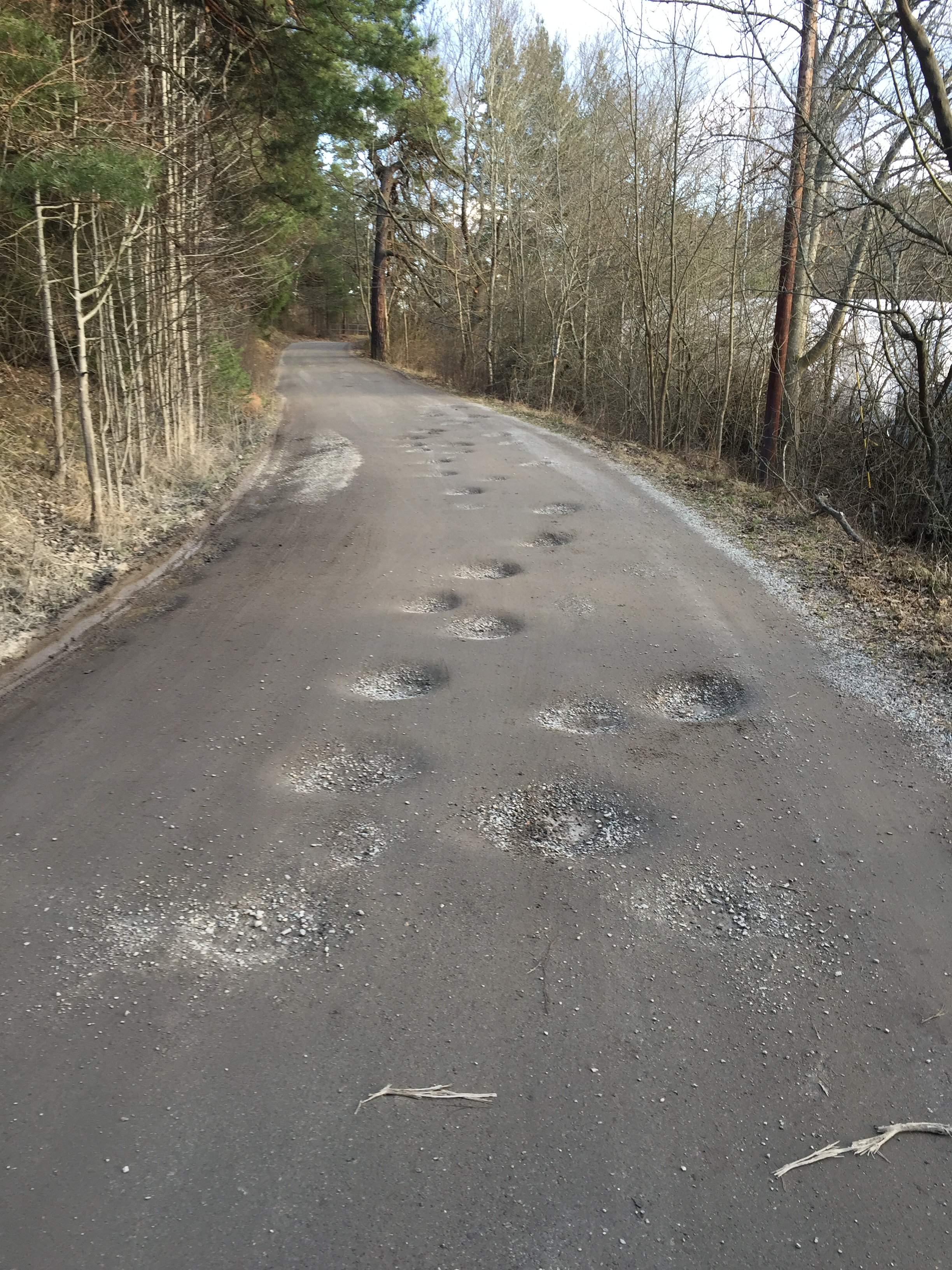

مؤشر حالة الرصف (بالإنجليزية: Pavement Condition Index)‏ أو بي سي أي (بالإنجليزية: PCI)‏ هو مؤشر يصف الصحة العامة للطريق وأحد المؤشرات التي تستخدمها البلديات في كثير من الأحيان لنمذجة أداء الرصف. PCI هو مؤشر رقمي بين 0 و 100، 0 هو الأسوأ و 100 هو أفضل حالة. تم تقديم هذا المؤشر لأول مرة من قبل الجيش الأمريكي، وتم توحيده لاحقًا بواسطة ASTM. يمكن حساب مؤشر حالة الرصيف لكل لطرق الإسفلت والحصى. يوضح هذا المؤشر مدى ضيق سطح الطريق.
ASTM يقسم حالة الطرق إلى سبعة فصول على أساس PCI، ولكن في الواقع، يعكس PCI أقل من 40 طريقًا فظيعًا لا يمكن استخدامه.
| PCI نطاق | حالة    |
| -------- | ------- |
| 85-100   | جيد     |
| 70-85    | مرض     |
| 55-70    | وسط     |
| 40-55    | سيء     |
| 25-40    | سيء جدا |
| 10-25    | خطير    |
| 0-10     | فشل     |